# Караарша
Караа́рша (каз. Қараарша) — село у складі Жамбильського району Алматинської області Казахстану. Входить до складу Дегереського сільського округу.
До 1993 року село називалось «Карл Маркс».
Населення — 236 осіб (2021; 195 у 2009, 159 у 1999, 152 у 1989).